# Louis Van Roeystadion
Het Louis Van Roeystadion is een voetbalstadion in Rijkevorsel, België. Het stadion biedt plaats aan circa 6000 toeschouwers, waarvan 678 zitplaatsen. Bespeler is KFC Zwarte Leeuw.

## Geschiedenis
In de begindagen van de club speelde Zwarte Leeuw op verschillende terreinen in en rond het centrum van Rijkevorsel. Bij nood aan een vast speelveld werd in 1926 een stek gevonden langs de huidige Oostmalsesteenweg, zo’n 400 meter van Brug 8. Op dit terrein zouden ‘De Leeuwen’ tot 1971 hun thuismatchen spelen. Sinds het begin van de jaren zestig waren er immers al plannen om te verhuizen naar een ruimere locatie dichter bij het dorpscentrum van Rijkevorsel. Deze veel ruimere locatie werd gevonden langs de Kruispad. Sinds 1971 hebben alle teams van Zwarte Leeuw er hun thuisbasis. In 1982 werd het nieuwe stadion genoemd naar een van de bezielers van het nieuwe stadion en een oud-voorzitter van de club: Louis Van Roey. In de jaren tachtig en negentig werd het stadion uitgebreid en kreeg het zijn huidige vorm. Vandaag heeft het Louis Van Roeystadion een capaciteit van circa 6.000 toeschouwers, er zijn 678 zitplaatsen.
In augustus 2024 werd bekendgemaakt dat de gemeente Rijkevorsel een deel van de stadiongronden (het A- en B-terrein) heeft aangekocht, met het oog op een vernieuwing van het stadion.

## Voorzieningen
Het complex zelf omvat vijf natuurvelden, waarvan er vier verlichting hebben. In het hoofdgebouw zijn een kantine, een business club, een secretariaat, twee grote kleedkamers, een scheidsrechterkleedkamer en een materiaallokaal te vinden. In het bijgebouw bevinden zich nog eens zes kleinere kleedkamers, twee scheidsrechterkleedkamers, een materiaallokaal, een waslokaal en een polyvalente ruimte. Enkele jaren geleden werd een extra buitenbar geplaatst aan de achterzijde van de hoofdtribune, dichter bij de wedstrijdvelden van de jeugdteams. Rond het hoofdveld zijn langs drie zijden tribunes te vinden, waarvan twee overdekt. Achter de beide doelen zijn er staanplaatsen. Langs de lange zijde van het veld zijn er zowel zitplaatsen als staanplaatsen, deze tribune beschikt ook over een cameraplatform en plaatsen voor de pers.
Vlak bij het complex liggen nog twee velden waarvan Zwarte Leeuw gebruik maakt: een gemeenteveld net naast het complex en een kunstgrasveld bij Sportcentrum De Valk, dat gedeeld wordt met korfbalclub Rijko. In de wintermaanden maakt de club er ook gebruik van de gemeentelijke indoorhal.

## Interlands
| № | Datum         | Wedstrijd                  | Uitslag | Competitie        |
| - | ------------- | -------------------------- | ------- | ----------------- |
| 1 | 16 april 2013 | België U15 – Nederland U15 | 0 – 0   | Vriendschappelijk |

Op 16 april 2013 werd er een Derby der Lage Landen gespeeld in het Louis Van Roeystadion. De wedstrijd eindigde in een 0-0 gelijkspel. Voor het Belgische nationale elftal speelden onder meer Jens Teunckens, Wout Faes, Matthias Verreth, Dante Rigo, Dante Vanzeir, Orel Mangala en Jorn Vancamp. Voor Oranje Onder 15 zakten onder andere Timothy Fosu-Mensah en Carel Eiting af naar Rijkevorsel. 